# 水星の太陽面通過 (天王星)
天王星における水星の太陽面通過（すいせいのたいようめんつうか）は、天王星と太陽のちょうど間に水星が入り、太陽面を通過する天文現象である。

## 概要
天王星における水星の太陽面通過は、紀元前125000年から125000年の25万年間で73928回ある。前回は2021年10月14日、次回は2022年1月10日に発生する。
天王星における水星の太陽面通過は、天王星と水星の公転周期の関係から、約41年の空白期間を挟み、約3ヶ月ごとに連続的に発生する期間が数年間ある。これは、天王星の移動速度が遅いので水星の軌道が天王星と太陽を結ぶ直線に交差している時間が長く、その間に公転周期の短い水星が何度も太陽の前に来るからである。連続して起こる期間は約2年から約4年である。

## 太陽面通過の起こる日
水星の太陽面通過は数が多いので、近年の日時を記す。日付は最大食の日付(UTC)。
| 年月日         | 最大食 | 年月日         | 最大食 |
| -------------- | ------ | -------------- | ------ |
| 1977年4月30日  | 13:11  | 2020年10月26日 | 18:57  |
| 1977年7月27日  | 21:35  | 2021年1月22日  | 22:04  |
| 1977年10月24日 | 05:16  | 2021年4月21日  | 01:11  |
| 1978年1月20日  | 13:11  | 2021年7月18日  | 04:33  |
| 1978年4月18日  | 21:21  | 2021年10月14日 | 07:40  |
| 1978年7月16日  | 05:31  | 2022年1月10日  | 10:48  |
| 1978年10月12日 | 13:26  | 2022年4月8日   | 13:55  |
| 1979年1月8日   | 21:21  | 2022年7月5日   | 17:16  |
| 1979年4月7日   | 05:31  | 2022年10月1日  | 20:24  |
| 1979年7月4日   | 13:40  | 2022年12月28日 | 23:31  |
|                |        | 2023年3月27日  | 02:38  |
| 2023年6月23日  | 05:45  |                |        |
| 2023年9月19日  | 08:52  |                |        |
| 2023年12月16日 | 12:00  |                |        |
| 2024年3月13日  | 15:07  |                |        |

## 同時太陽面通過
- 水星の太陽面通過が、金星の太陽面通過と同時に起こることはあるが、極めて稀である。前回は紀元前35607年1月17日、次回は12898年6月29日である。

- 水星の太陽面通過が、地球の太陽面通過および月の太陽面通過と同時に起こることはあるが、極めて稀である。前回は紀元前38547年4月11日、次回は5337年6月11日である。
  - 紀元前87302年2月17日と紀元前83735年9月12日の太陽面通過はさらに稀な現象として、地球と水星のみが太陽面通過を起こし、月は太陽面通過を起こさない。
  - 紀元前40645年4月7日と71438年8月26日の太陽面通過はさらに稀な現象として、月と水星のみが太陽面通過を起こし、地球は太陽面通過を起こさない。

- 水星の太陽面通過と火星の太陽面通過が同時に起こることはあるが極めて稀である。前回は紀元前2011年3月21日、次回は89830年4月18日である。